# 스탠리 군사묘지

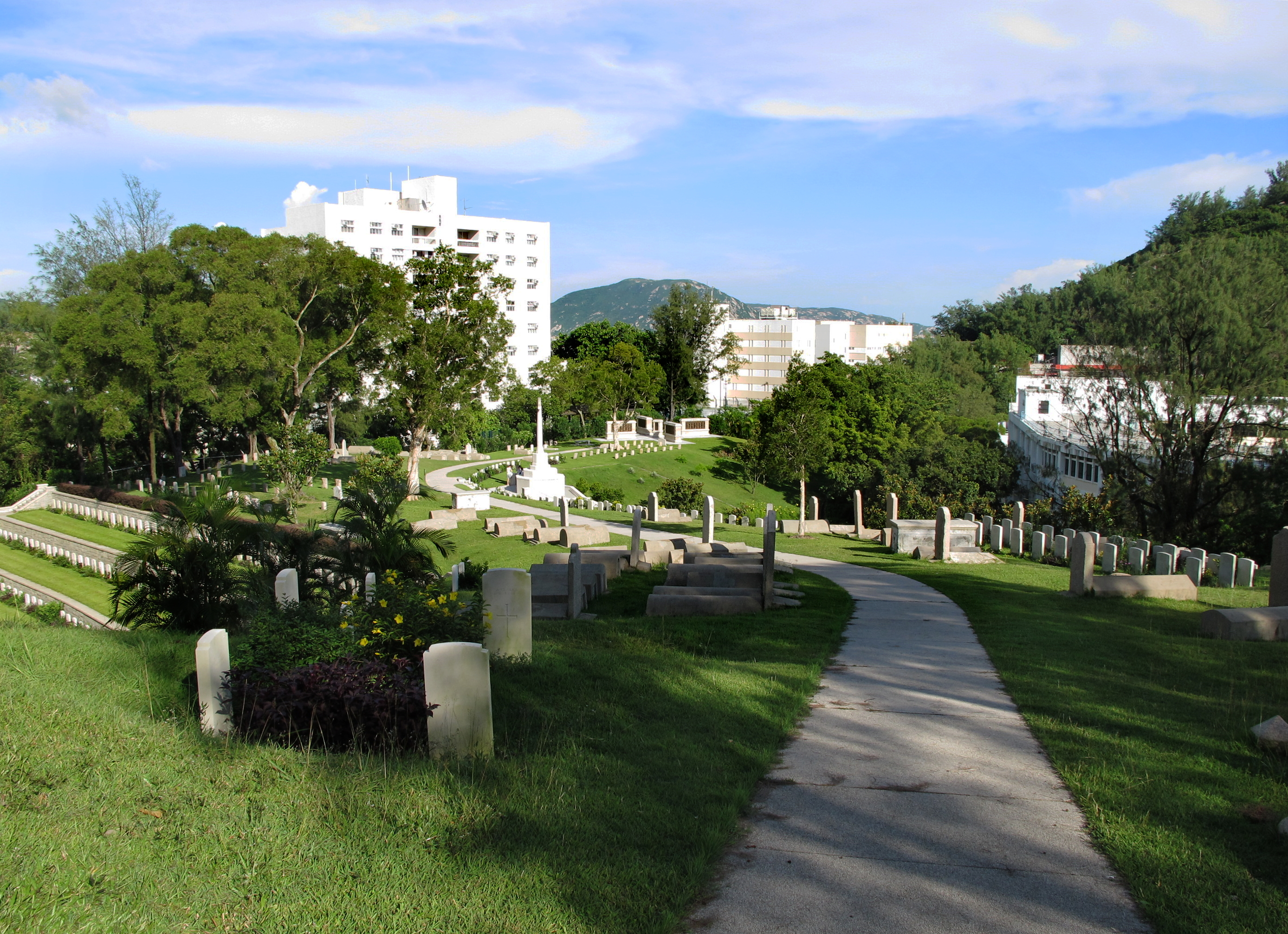
스탠리 군사묘지

스탠리 군사묘지(Stanley Military Cemetery)는 홍콩섬 스탠리 근처에 있는 군사묘지다. 홍콩공동묘지(해피밸리공동묘지)와 더불어 초기 영국령 홍콩의 군사묘지 두 곳 중 하나였으며 1841년에 세워졌다. 1841년과 1866년 사이 주둔 군인과 그 가족이 안장됐다가 제2차 세계 대전까지 추가 안장은 없었다.

## 20세기 안장
비영연방국 군인 및 홍콩 경찰관 2명을 포함한 제2차 세계 대전 관련 안장자 598명이 있다. 이 중 175명은 신원파악이 불가능하고, 아이 넷을 포함해서 억류된 시민 96명이 포함됐다. 1941년 12월 26일 완차이에 있는 왕립해군병원으로 구급차를 몰고 가다가 부상으로 죽은 감리교회 선교사 에릭 모어튼(Eric Moreton) 또한 안장됐다.
1941년 12월 19일부터 12월 26일까지의 전사자들은 5-6구역에 안장됐다. 그들 중에는 일본군의 홍콩 침략 3주 전 홍콩에 파병된 캐나다인 몇몇이 있다. (홍콩 전투 때 전사한 캐나다인 대다수는 사이완 전쟁묘지에 안장됐다)
이외에 British Army Aid Group 소속 군인들도 안장됐다.